# El jugador (película de 2004)
El jugador (título original en italiano: Il cartaio) es una película italiana de 2004 dirigida por Dario Argento y protagonizada por Stefania Rocca y Liam Cunningham. Fiore Argento, hija del director, registra una breve aparición. Había actuado con anterioridad en las producciones de su padre Phenomena y Demonios.

## Sinopsis
La película se centra en un asesino serial conocido como "El jugador", quien se encuentra secuestrando a jóvenes mujeres en Roma. Usando una cámara web, el asesino juega partidas de cartas vía online con la policía para decidir el futuro de sus víctimas. Tras la muerte de una turista británica, una pareja de detectives son asignados para investigar el caso.

## Reparto
- Stefania Rocca es Anna Mari
- Liam Cunningham es John Brennan
- Silvio Muccino es Remo
- Adalberto Maria Merli es el comisionado
- Fiore Argento es Lucia Marini
- Cosimo Fusco es Berardelli
- Mia Benedetta es Francesca
- Verra Gemma es la tercera víctima